# Galerie Wittert
De Galerie Wittert, of Musée Wittert in het Frans, in het Nederlands ook wel samengevoegd tot Wittertgalerie, is een museum in Luik.
De collectie komt voort uit de erfenis van Adrien Wittert uit 1903 en werd later aangevuld dankzij andere schenkingen. Het is eigendom van de Universiteit van Luik die het museum binnen haar muren aan het Plein van 20 Augustus herbergt.
De collectie bestaat uit meer dan 60.000 stukken, variërend van beelden, schilderijen, grafieken, foto's, ontwerpen, munten, medailles en andere objecten. Een deel van de collectie bestaat uit Afrikaanse kunst. Er zijn onder meer werken te zien van bekende kunstenaars, onder wie Rembrandt, Bruegel, Schongauer, Dürer en Cranach.

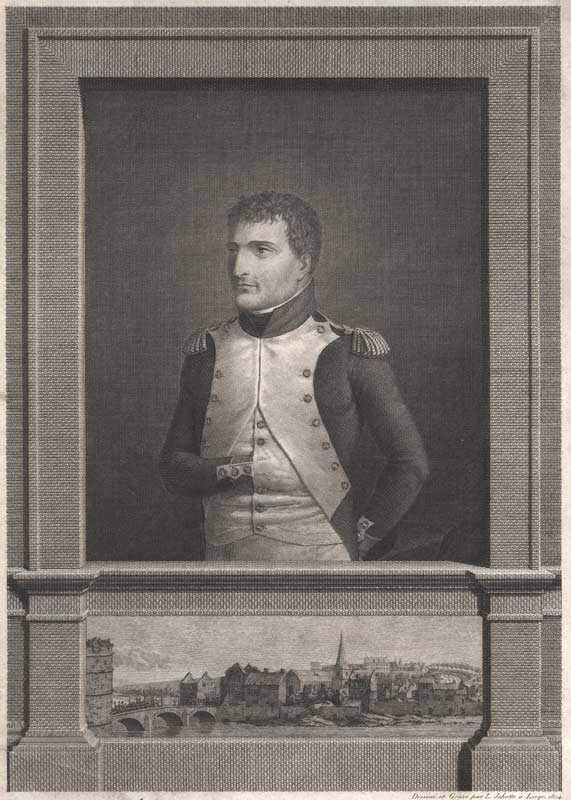
Napoleon Bonaparte (1804), door Léonard Jehotte